# 시헌력
시헌력(時憲曆)은 서양천문학의 영향을 받아 청나라에서 만들어진 태음태양력의 한 종류로, 청나라는 1645년, 조선은 1654년부터 사용한 역법이다.
서양 천문학을 동양 역법에 적용하려는 구상은 원래 명나라 시대의 마테오 리치(1552~1610)의 생각이었고 그의 발상은 서광계, 이지조 등의 명나라 학자들에게 큰 영향을 미쳤다. 마테오 리치는 본국에 과학 재능을 가진 선교사들을 보낼 것을 요청했다.
마테오 리치는 기존의 우르시스, 디아스 신부와 함께 기존의 대통력과 회회력의 결함을 보충한 서약역선을 번역하여 중국에 소개하였다. 그리고 마테오 리치 사후, 서광계, 이지조 등과 아담샬 등 새로운 서양 선교사들과 함께 서양 천문학을 동양 역법에 적용하는 연구를 이어갔으며, 그들은 명 말 숭정제 때 <숭정역서>를 만들었으나 혼란한 시국(이자성의 난, 청나라의 침공) 때문에 시행되지 못하고 청대에 <숭정역서>를 약간 보완해 완성한 것이 바로 <시헌력>이다. 시헌력은 평기법(平氣法)을 폐지하고 처음으로 정기법(定氣法)을 사용하였다.
조선 초에는 고려 공민왕 때 명나라에서 가져온 대통력(大統曆)을 사용하였으며, 세종 때에는 회회력을 바탕으로 고쳤으나 대통력과 유사한 것이 많았다. 정두원과 소현세자가 청나라에서 귀국할 때 여러 가지 서양 문물을 가져오면서 조선에도 역법 개정의 기운이 무르익었다. 1645년(인조 23년) 관상감 제조(提調)로 있던 김육이 상소하여 시헌력의 채용을 주장하였다. 그리하여 청나라의 아담 샬에게 시헌력에 대해 배운후 귀국하였고 그 후 10여 년 동안 연구를 거듭한 결과 1653년(효종 4년)에 시헌력을 시행하게 되었다.

## 같이 보기
- 시각 (단위)